# Dehrawud
Dehrawud (auch Dihrawud, paschtunisch دهراود, persisch دهراوود)  ist ein Distrikt in der afghanischen Provinz Uruzgan.
Er liegt im Südwesten der Provinz am Zusammenfluss von Tīrī Rūd und Hilmend. Die Fläche beträgt 1.360 Quadratkilometer und die Einwohnerzahl 71.700 (Stand: 2022). Der Sitz der Verwaltung befindet sich in der gleichnamigen Stadt Dehrawud. Dehrawud wird mehrheitlich von Paschtunen bewohnt.

## Söhne und Töchter
- Abdul Ghani Baradar (* 1968), afghanischer Führer der Taliban